# Xyleborus dispar
Xyleborus dispar là một loài côn trùng trong họ Curculionidae. Loài này được Fabricius miêu tả khoa học đầu tiên năm 1792.
Đây là loài gây hại của cây Castanea sativa, phát triển phổ biến ở Mông Cổ.